# Tico-tico-tricolor
Tico-tico-tricolor  (Atlapetes tricolor) é uma espécie de ave da família Emberizidae.
Pode ser encontrada nos seguintes países: Colômbia, Equador e Peru.
Os seus habitats naturais são: regiões subtropicais ou tropicais húmidas de alta altitude e florestas secundárias altamente degradadas.